# 三浦市立病院
三浦市立病院(みうらしりつびょういん)は神奈川県三浦市に所在する病院。

## 診療科
(この節の出典
- 内科
- 神経内科
- 外科
- 整形外科
- 産婦人科
- 小児科
- 眼科
- 耳鼻咽喉科
- リハビリテーション科
- 麻酔科
- 脳神経外科
- 泌尿器科
- 皮膚科

## 部門
- ナースステーション
- デイルーム
- デイコーナー
- HCU
- 手術部門
- 分娩部門
- 検査部門
- 救急部門
- 中央処置室
- 健診室
- 事務局
- 中央待合
- 地域医療科

## 建物構造
- 鉄筋コンクリート造（免震構造）
- ヘリポート併設

## アクセス
京浜急行電鉄　久里浜線　三崎口駅よりバス
　栄町下車　徒歩10分